# 視点 (テレビ番組)
『視点』（してん）は、1978年4月9日から1991年3月31日までNHK総合テレビジョンで放送されていたニュース解説番組（報道番組）である。

## 概要
放送当時の世相や動向などを国際的な視点や日本の置かれている立場・世界情勢の解析を通して、NHK解説委員やゲストの専門家らを交えて、深く掘り下げるという内容であった。また、おおむね毎月1回程度、国内外の要人らへのビッグインタビューと題した企画が行われた。

## 放送時間
いずれも日本標準時、基本時間のみを掲載。
- 日曜 22:00 - 22:30 （1978年4月9日 - 1984年4月1日）
- 日曜 22:15 - 22:45 （1984年4月8日 - 1985年3月31日）
- 土曜 23:10 - 23:35 （1985年4月6日 - 1987年4月4日）
- 日曜 23:10 - 23:35 （1987年4月19日 - 1988年4月3日）
- 日曜 23:00 - 23:25 （1988年4月10日 - 1989年4月2日）
- 日曜 23:15 - 23:45 （1989年4月9日 - 1991年3月31日）